# Korentojärvi
Korentojärvi är en sjö i Finland. Den ligger i kommunen Pudasjärvi i landskapet Norra Österbotten, i den centrala delen av landet, 600 km norr om huvudstaden Helsingfors. Korentojärvi ligger 124 meter över havet. Arean är 2,61 kvadratkilometer och strandlinjen är 9,82 kilometer lång. Sjön  ingår i Ijo älvs huvudavrinningsområde. 